# Karlsskog
Karlsskog är en ort i Ringarums socken i norra delen av Valdemarsviks kommun i Östergötlands län. Karlsskog ligger omedelbart söder om tätorten Ringarum.
SCB klassade Karlsskog som en småort vid avgränsningen år 1995 men till nästa sammanställning år 2000 hade orten inte längre status som småort.